# Bill Handel
Bill Handel (Brazília, 1951. augusztus 25. –) amerikai-brazil rádiós műsorvezető és ügyvéd.
Szülei Brazíliába menekült lengyelországi zsidók voltak, a család nagy része meghalt a holokausztban. Hatéves korában az Amerikai Egyesült Államokba költöztek.
Csillaga a Walk of Fame-en a 6640 Hollywood Blvd.-on található.